# Stylissa carteri
Stylissa carteri är en svampdjursart som först beskrevs av Dendy 1889. Stylissa carteri ingår i släktet Stylissa, och familjen Dictyonellidae. Inga underarter finns listade i Catalogue of Life.